# Fórmula 2000 Light
La Formula 2000 Light es un campeonato potenciado por la Fórmula Renault y creado en 2008 en Italia.Se corre con los monoplazas de Fórmula Renault 2.0 y los de Fórmula 3. Desde 2008 también se corren las Winter Series.

## Circuitos
| - Monza - Mugello - Imola - Vallelunga - Adria - Magione - Franciacorta |

## Campeones
| Año                | Piloto             | Escudería          |                    | Ganador copa invernal |
| Formula 2000 Light | Formula 2000 Light | Formula 2000 Light | Formula 2000 Light | Formula 2000 Light    |
| ------------------ | ------------------ | ------------------ | ------------------ | --------------------- |
| 2008               | Mario Bertolotti   | CO2 Motorsport     |                    | Martin Scuncio        |
| 2009               | Thiemo Storz       | System Team        |                    | Francisco Weiler      |
| 2010               | Stefano Turchetto  | TS Corse           |                    | Adolfo Bottura        |